# No Pussyfooting
No Pussyfooting is een experimenteel album uit 1973 van de Britse muzikanten Robert Fripp en Brian Eno. Het album was het eerste dat beide muzikanten samen maakten. Het bevat Eno's eerste experimenten met bandopnames en de toevoeging van Fripps elektrische gitaar.
Het album werd in drie dagen tijd opgenomen, weliswaar over een periode van twee jaar. Het verscheen in de periode waarin Eno's soloalbum Here Come the Warm Jets verscheen en wordt gezien als een van zijn eerste experimenten met ambient.

## Productie
Brian Eno nodige in september 1972 Robert Fripp uit in zijn thuisstudio in Londen. Eno had een systeem ontwikkeld met twee bandopnemers, waar bij het afspelen van een geluid, dit geluid een paar seconden laten opnieuw te horen was op een lager volume, en seconden later nog eens op een nog lager volume. Met deze methode konden nieuwe geluiden bovenop elkaar gelegd worden, zonder dat ze volledig werden overschreven. Fripp speelde daarbovenop nog meer klanken, terwijl Eno het opnemen selectief aan- of uitzette. Hierdoor kon Eno bepaalde stukken van de tape loop weghalen, of er nieuwe lagen bovenop leggen. Het uiteindelijke resultaat was een dicht, meerlagig stuk experimentele ambientmuziek. De techniek werd later als "Frippertronics" bekend.
Het eerste nummer op No Pussyfooting is "The Heavenly Music Corporation", dat bijna 21 minuten duurt. Fripp wilde het eerst "The Transcendental Music Corporation" noemen, maar Eno vreesde dat men zouden denken zat ze "serieus" waren. Het nummer werd in twee keer opgenomen. Eerst werd de achtergrondloop opgenomen; daarna werd er een uitgebreide gitaarsolo aan toegevoegd.
Het tweede nummer, "Swastika Girls" werd bijna een jaar later opgenomen, in augustus 1973 in de Command Studios in Londen. De titel van de track verwijst naar een prent van een naakte vrouw die de Hitlergroet brengt, die Eno had gevonden in een pornografisch tijdschrift dat ergens in de Air Studios was achtergelaten. Eno bevestigde de prent op de opname-apparatuur tijdens de opnames van het nummer met Fripp, en zo werd het de titel. Het nummer gebruikt dezelfde techniek als het eerste nummer. Fripp en Eno trokken met de tapes van "Swastika Girls" naar de Air Studios om die verder te mixen en bewerken.

## Ontvangst
Het album werd uitgebracht in november 1973. Het haalde noch in Engeland, noch in de Verenigde Staten de hitlijsten. Het werd ook negatief ontvangen door hun platenlabel, Island Records. Het album verscheen hetzelfde jaar als Eno's soloalbum Here Come the Warm Jets, dat meer rockgericht was. Dit veroorzaakte onduidelijkheid over Eno's publiek imago, tot ongenoegen van zijn managers. Ook bandleden van Robert Fripps band King Crimson waren niet meteen enthousiast. De mainstream rockpers besteedde meer aandacht aan Fripps werk bij King Crimson en Eno's soloalbums. Hedendaagse critici zijn echter positiever over dit album, als klassieker en voorbode van de ambientstijl.

## Tracks
1. "The Heavenly Music Corporation" - 20:55
2. "Swastika Girls" - 18:43

In 2008 verscheen een remaster op cd, waarop enkele variaties van de nummers waren toegevoegd, namelijk "The Heavenly Music Corporation" omgekeerd afgespeeld en afgespeeld aan halve snelheid (met een speelduur van 41:49) en "Swastika Girls" omgekeerd afgespeeld.

## Bezetting
- Brian Eno: synthesizer, keyboards, vocals, bewerkingen, VCS3-synthesizer
- Robert Fripp: gitaar, elektrische gitaar